# Špitál a chudobinec svatého Bartoloměje
Špitál svatého Bartoloměje v pražském Novém městě byl založen počátkem 16. století. Od počátku 19. století do konce 20. let 20. století sloužil (s výjimkou let 1. světové války) jako městský chudobinec. Současný soubor objektů mezi ulicemi Na Slupi a Vyšehradská využívá Ministerstvo spravedlnosti ČR, budovu s vchodem do Botičské ulice Gymnázium Botičská.

## Historie

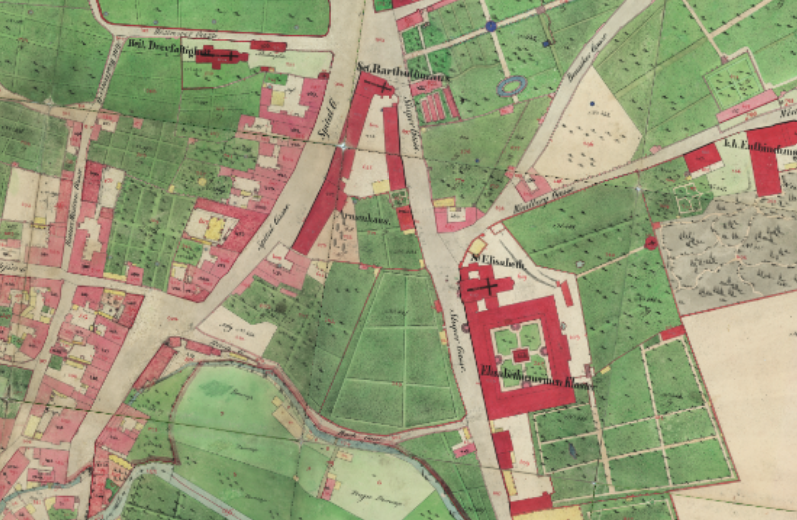
Chudobinec svatého Bartoloměje, Stabilní katastr 1856 (tmavě červené mezi Spital Gasse – Vyšehradská a Sluper Gasse – Na Slupi)

### Špitál svatého Bartoloměje
Čeněk Zíbrt cituje Václava Vladivoje Tomka a uvádí řadu majitelů domů na daném místě již ve 14. století. (Podle jiného zdroje bez bližší specifikace podkladů stával na místě pozdějšího špitálu klášter svatého Bartoloměje založený Eliškou Přemyslovnou.) Roku 1505 zakoupilo pražské Nové Město dům na rohu dnešních ulic Vyšehradská a Na Slupi, ve kterém byl založen špitál. V této době zde byl též založen kostel svatého Bartoloměje, po které špitál a pozdější chudobinec nesly své pojmenování. Základ jeho fungování tvořily odkazy novoměstských měšťanů.
Během obléhání Prahy Švédy roku 1648 byl špitál poškozen a město muselo přispívat na jeho obnovu. Současně docházelo na konci 17. a v 18. století k jeho rozšiřování. Kostel svatého Bartoloměje byl v roce 1773 barokně přestavěn.
Roku 1784 byl na základě příkazu císaře Josefa II. kostel uzavřen a špitál zrušen.

### Chudobinec svatého Bartoloměje
Roku 1808 byl v místě zřízen městský chudobinec, kostel byl obnoven až v roce 1860. V roce 1878 zde žilo 440 osob. Protože kapacity chudobince přestaly být dostatečné, byl kostel roku 1884 stržen. Podle návrhu Josefa Srdínka zde vznikla nová budova, která po zrušení chudobince slouží Ministerstvu spravedlnosti.

## Zánik původních objektů a současné budovy

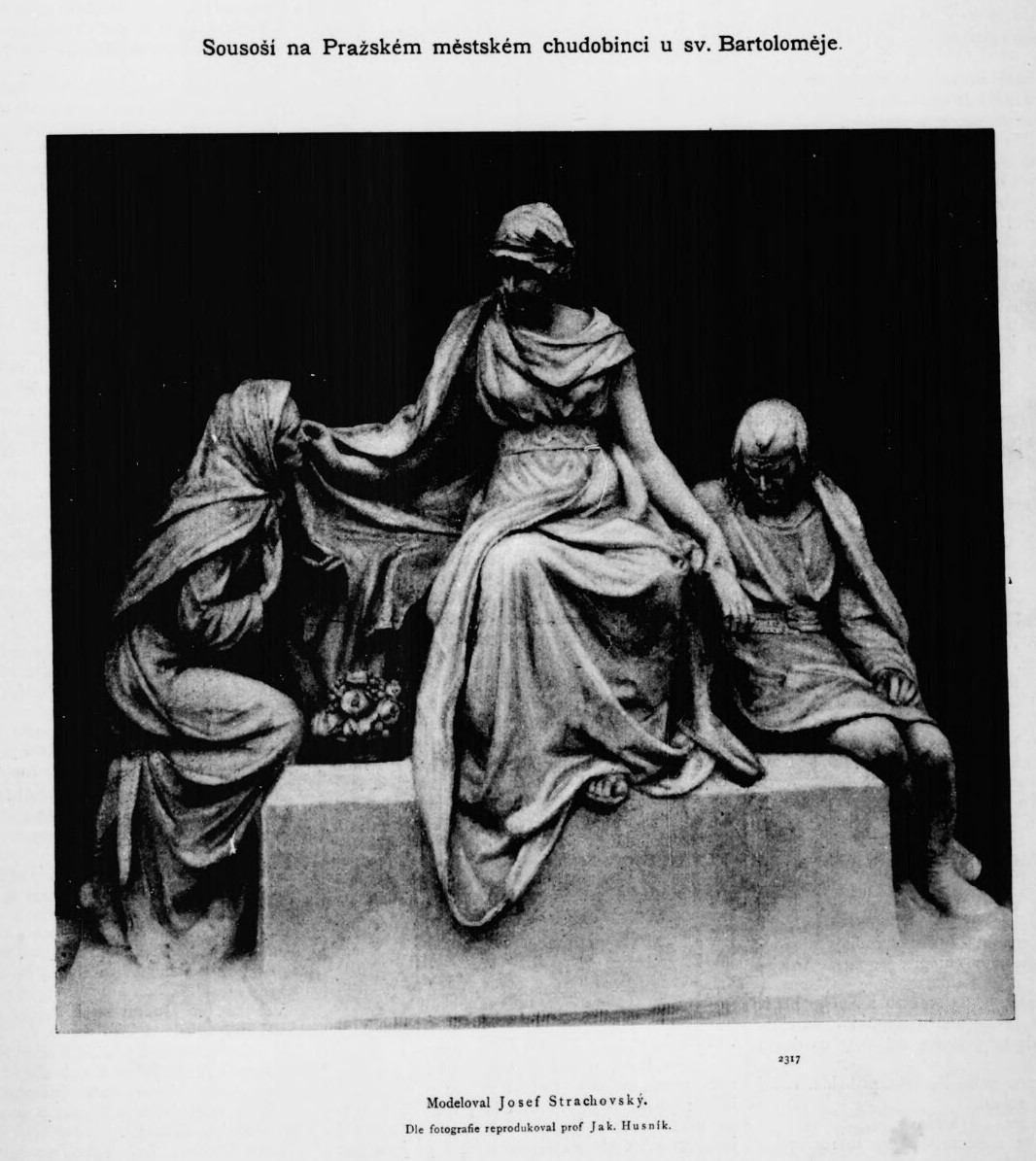
Josef Strachovský: Dobročinnost (repro Zlatá Praha 1887))

### Novorenesanční budovy
V roce 1885 nahradily kostel a původní chudobinec novorenesanční palácové stavby podle návrhu Josefa Srdínka (1840–1932). Jako chudobinec sloužily budovy až do období První republiky, s výjimkou první světové války, kdy zde byl polní lazaret specializovaný na amputace nohou, po válce zde byl domov důchodců.
Po vzniku Masarykových domovů (dnešní Fakultní Thomayerova nemocnice) byly do nich přestěhovány osoby zde ubytované. V roce 1930 bylo rozhodnuto, že se do takto uvolněných objektů po jejich adaptaci přestěhuje ministerstvo zdravotnictví a tělesné výchovy. K vlastnímu přesídlení ministerstva došlo v roce 1933.
Ministerstvo spravedlnosti se do budov přestěhovalo v době Protektorátu, v roce 1939. V roce 1958 uvolnilo Ministerstvo spravedlnosti třetinu svých prostor pro budoucí Gymnázium Botičská. Toto rozdělení trvá i v 21. století.

### Sochařská výzdoba
Na sochařské výzdobě se podíleli Josef Václav Myslbek a Josef Strachovský. Myslbek vyzdobil průčelí sousoším Praha ochraňuje chudé a alegorickými sochami charitativních pracovníků (na budově dnešního gymnázia Botičská). Strachovský se přizpůsobil dřívějšímu Myslbekovu řešení a umístil na budovu na počátku komplexu sousoší Dobročinnost. Na něm Dobročinnost poskytuje stařeně jídlo a starci klid.

### Ostatní
Při nové výstavbě v roce 1885 byl zachován klasicistický objekt z 30. let 19. století (Vyšehradská č.p. 427/18). Tato nejstarší budova v areálu je jednopatrová, obdélníková, s osmi okenními osami. Na její fasádě je druhotně osazen náhrobek barona Františka Deyma ze Stříteže z r. 1719. Budova je viditelná z ulice Na Slupi.
Ve vstupním vestibulu ve střední části domu čp. 427 dnešního ministerstva stojí barokní socha svatého Bartoloměje, zřejmě pocházející ze zbořeného kostela.

## Galerie

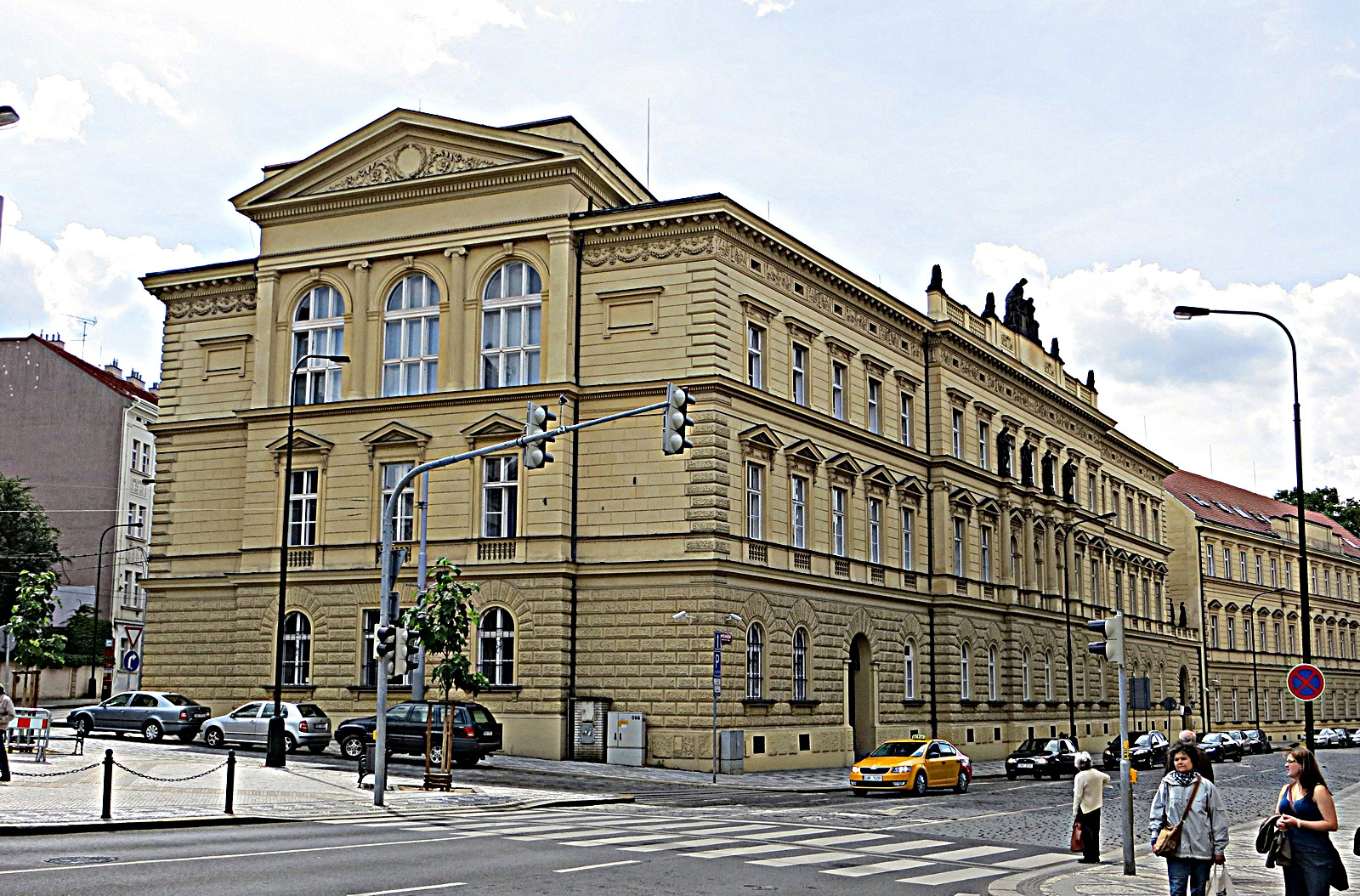
Soubor novorenesančních budov ve Vyšehradské ulici (Ministerstvo spravedlnosti a gymnázium)
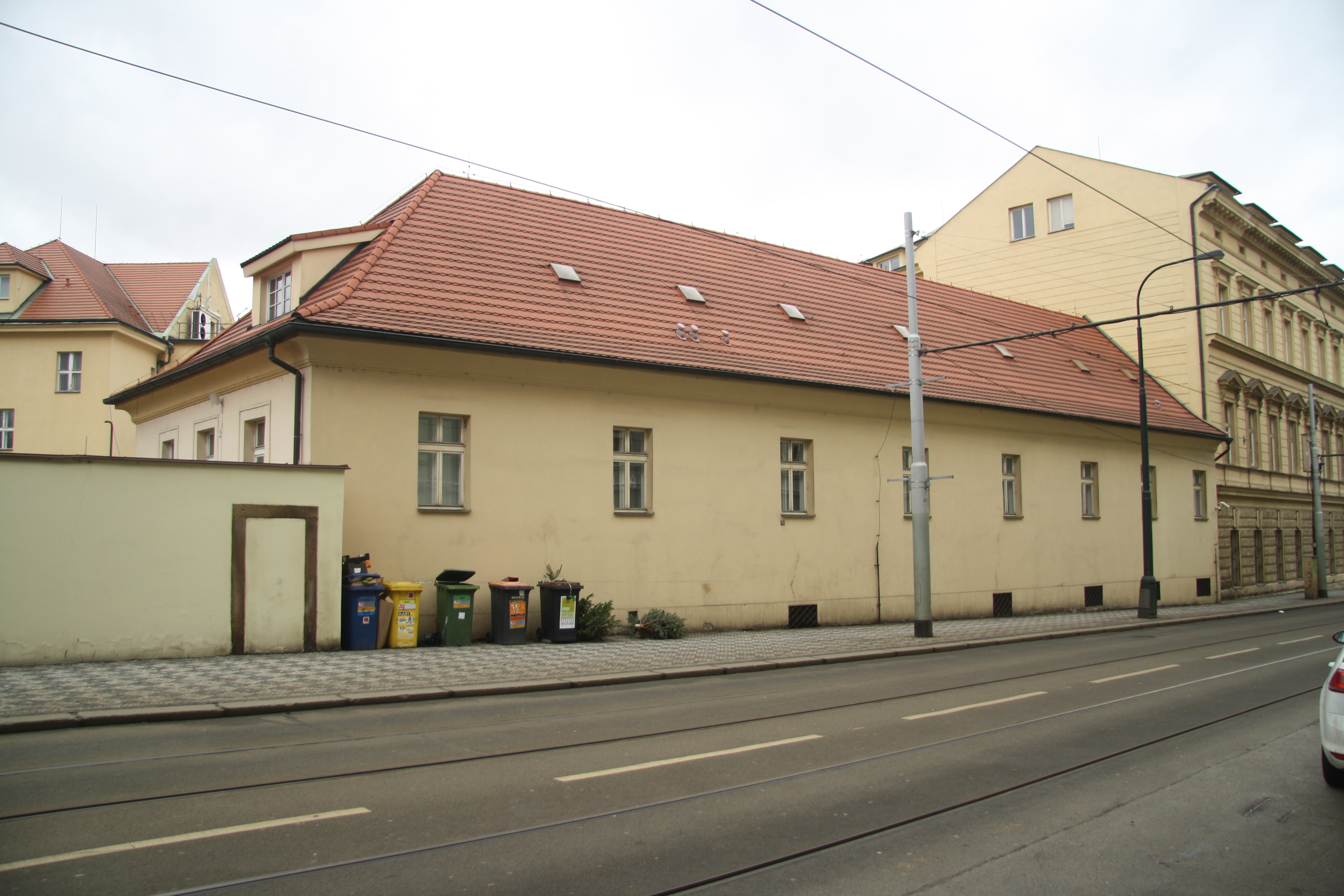
Zachovalá klasicistní budova chudobince (ulice Na Slupi)
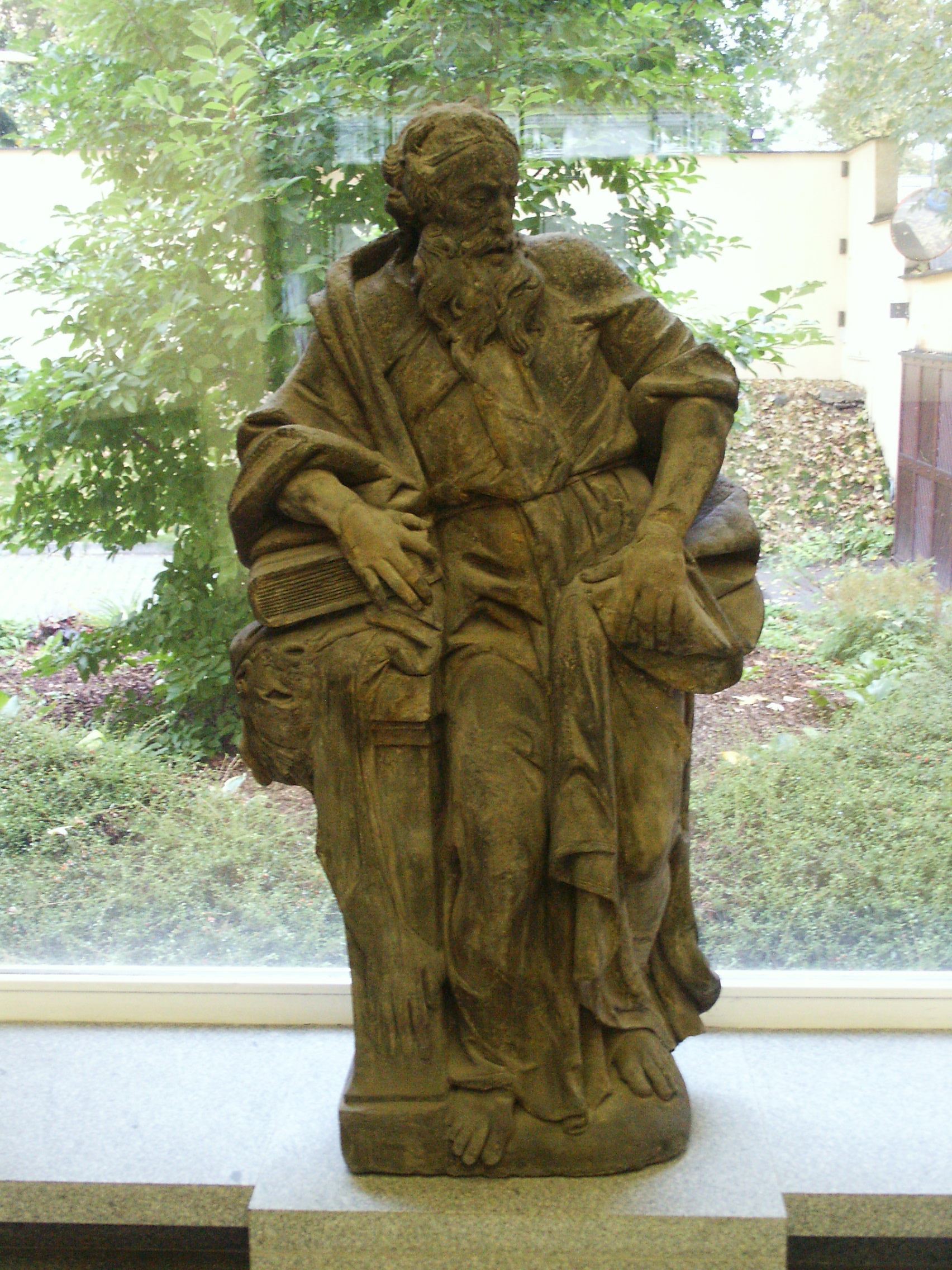
Socha svatého Bartoloměje, Vyšehradská 16

## Zajímavost
Mezi osoby, které dožily v chudobinci svatého Bartoloměje patří např.:
- František Hais (1818–1899), flašinetář a písničkář, který zde napsal své paměti
- Josefa Roscherová (1812–1878), manželka malíře Františka Roschera
- Františka Šťovíčková (1825–1909), milenka Josefa Mánesa a matka jeho dcery; v chudobinci byla ošetřovatelkou
- Josef Vydra (1836–1911), taneční mistr, hudební skladatel a amatérský vzduchoplavec
- Josef J. Pihert (1845–1911), hudební skladatel a pedagog